# Paul Willemse
Pour les articles homonymes, voir Willemse.

a Compétitions nationales et continentales officielles uniquement.

b Matchs officiels uniquement.
Dernière mise à jour le 11 juin 2025.
Paul Willemse, né le 13 novembre 1992 à Pretoria en Afrique du Sud, est un joueur franco-sud-africain et international français de rugby à XV, jouant au poste de deuxième ligne.
Avec le Montpellier HR, il remporte le Challenge européen en 2016 et 2021 et devient champion de France en 2022. Sélectionné en équipe de France à partir de 2019, il est titulaire lors du Grand Chelem dans le Tournoi des Six Nations 2022.

## Biographie

### Jeunesse et formation
Paul Willemse grandit en Afrique du Sud, fan des Blue Bulls et de Victor Matfield. Mais à l'âge de 16 ans, ses parents divorcent, et il emménage dans la ville natale de sa mère, Tsumeb en Namibie. Jouant au lycée de la ville, il est intégré à la sélection des moins de 18 ans namibienne qui participe à la Craven Week, prestigieuse compétition pour les jeunes en Afrique du Sud,. Repéré lors du tournoi, il obtient une bourse pour intégrer le prestigieux lycée sud-africain Hoërskool Monument (en) en 2010, et fait partie de l'effectif espoir des Golden Lions,.
International sud-africain chez les moins de 20 ans, il est sacré champion du monde de cette catégorie en 2012 avec comme capitaine Wiaan Liebenberg, son futur coéquipier à Montpellier. 

### Carrière professionnelle
À 21 ans, il rejoint le FC Grenoble avec lequel il signe un contrat Espoir pour deux saisons, mais le Montpellier HR sous les ordres de Jake White rachète son contrat l'année suivante contre une indemnité de 80 000 €. 
Il déclare, dans une interview donnée au journal L'Équipe, que « si l'opportunité de jouer un jour pour l'équipe de France se présente, alors je ferai tout pour la saisir ». Un objectif approuvé par son entraîneur Jake White : « Il a tout ce que recherche l'équipe de France, je suis absolument certain qu'il finira en bleu ». L'entraîneur du XV de France Guy Novès avait déclaré qu'il n'était pas contre la sélection de joueurs étrangers s'ils étaient « indispensables ». Cependant, la nouvelle réglementation de la FFR rend impossible la sélection d'un joueur ne disposant pas de la nationalité française, ce qui assombrit les possibilités de Paul Willemse.
En juin 2017, il est sélectionné dans le groupe des Barbarians par Vern Cotter pour affronter l'Ulster à Belfast le 1er juin. Titulaire en deuxième ligne, les Baa-Baas parviennent à s'imposer 43 à 28.
En mai 2018, Bernard Laporte déclare qu'il est sélectionnable en équipe de France de par ses trois ans de résidence sur le territoire français ainsi que par sa demande de passeport français. Il revient cependant sur sa position en octobre 2018 en précisant qu'il ne pourra pas être appelé tant qu'il n'aura pas obtenu son passeport. Le 30 novembre 2018, Willemse annonce avoir obtenu la nationalité française. Le 9 janvier 2019, il est convoqué au sein du groupe de l'équipe de France qui se réunit pour préparer le Tournoi des Six Nations.
Dans la liste de Jacques Brunel en vue de préparer la Coupe du Monde 2019 au Japon, il n'est que réserviste. Il déclare cependant rapidement forfait, remplacé par Romain Taofifenua. Dans la liste finale, le sélectionneur ne retiendra que deux joueurs de deuxième ligne de métier, Sébastien Vahaamahina et Paul Gabrillagues.
Paul Willemse et le MHR s'inclinent en finale du Top 14 contre le Castres olympique lors de la saison 2017-2018.
En janvier 2022, il est appelé avec les Bleus pour participer au Tournoi des Six Nations 2022. Il joue tous les matchs du tournoi en tant que titulaire, marquant un essai. Les Français remportent tous les matchs de la compétition, réalisant ainsi le Grand Chelem, le dixième de l'histoire du rugby tricolore, le premier depuis douze ans. Il s'agit du premier titre remporté en sélection nationale par Paul Willemse. À la fin du tournoi, il est nommé dans l'équipe type de la compétition.
En janvier 2023, il est de nouveau appelé en équipe de France pour participer au Tournoi des Six Nations 2023,. Il joue les quatre premiers matchs du tournoi en tant que titulaire en deuxième ligne aux côtés de Thibaud Flament, avant d'être contraint de déclarer forfait pour la dernière journée, touché aux ischio-jambiers, durant laquelle les Bleus affrontent le Pays de Galles,.
Sélectionné fin juin 2023 dans une liste de 42 joueurs pour préparer la Coupe du monde 2023, il fait partie de la liste officielle des 33 joueurs appelés à jouer la compétition. Cependant, il se blesse à une cuisse à une semaine du premier match contre la Nouvelle-Zélande ce qui le contraint au forfait pour la compétition. Il est remplacé dans le groupe français par Bastien Chalureau.
Initialement absent de la liste de 34 joueurs retenus pour le premier match du Tournoi des Six Nations 2024, Willemse est rappelé en sélection française à la suite du forfait sur blessure d'Emmanuel Meafou. Il dispute le premier match contre l'Irlande (défaite 17-38) lors duquel il est expulsé après avoir reçu deux cartons jaunes. Dans les jours qui suivent, le comité de discipline du Tournoi des six nations le sanctionne de quatre semaines de suspension.
Début juin 2025, après la rencontre face à l'ASM Clermont, il annonce devant son public son départ du club héraultais à l'issue de la saison 2024-2025. 

## Style de jeu
Joueur massif (2,01 m pour 135 kg en 2015), il excelle dans le défi physique. Gros pousseur en mêlée, il se signale également par sa très grande puissance balle en main et la virulence de ses placages/nettoyages. En dépit de son gabarit, il se montre très efficace dans le secteur de la touche, étant l'un des sauteurs les plus sollicités de l'effectif montpelliérain. On peut le décrire comme un deuxième ligne excellent dans les zones d'ombre mais devant encore progresser dans son rayon d'action.

## Statistiques

### Internationales
| Année | Compétition                 | Matchs | Points | Essais |
| ----- | --------------------------- | ------ | ------ | ------ |
| 2019  | Six Nations                 | 5      | -      | -      |
| 2020  | Six Nations                 | 5      | 5      | 1      |
| 2020  | Test match                  | 1      | -      | -      |
| 2020  | Coupe d'automne des nations | 1      | -      | -      |
| 2021  | Six Nations                 | 4      | -      | -      |
| 2021  | Test match                  | 3      | -      | -      |
| 2022  | Six Nations                 | 5      | 5      | 1      |
| 2023  | Six Nations                 | 4      | -      | -      |
| 2023  | Test match                  | 3      | -      | -      |
| 2024  | Six Nations                 | 1      | -      | -      |
| Total | Total                       | 32     | 10     | 2      |

## Palmarès

### En club
- Montpellier HR
  - Vainqueur du Challenge européen en 2016 et 2021
  - Finaliste du Championnat de France en 2018
  - Vainqueur du Championnat de France en 2022

### En équipe nationale
- France
  - Vainqueur du Tournoi des Six Nations en 2022 (Grand Chelem)

#### Tournoi des Six Nations
| Édition          | Rang | Résultats France | Résultats Willemse | Matchs Willemse |
| ---------------- | ---- | ---------------- | ------------------ | --------------- |
| Six Nations 2019 | 4    | 2 v, 0 n, 3 d    | 2 v, 0 n, 3 d      | 5/5             |
| Six Nations 2020 | 2    | 4 v, 0 n, 1 d    | 4 v, 0 n, 1 d      | 5/5             |
| Six Nations 2021 | 2    | 3 v, 0 n, 2 d    | 3 v, 0 n, 1 d      | 4/5             |
| Six Nations 2022 | 1    | 5 v, 0 n, 0 d    | 5 v, 0 n, 0 d      | 5/5             |
| Six Nations 2023 | 2    | 4 v, 0 n, 1 d    | 3 v, 0 n, 1 d      | 4/5             |
| Six Nations 2024 | 2    | 3 v, 1 n, 1 d    | 0 v, 0 n, 1 d      | 1/5             |

Légende : v = victoire ; n = match nul ; d = défaite ; la ligne est en gras quand il y a Grand Chelem.

### Distinctions personnelles
- Meilleur deuxième ligne de la saison 2016 du Top 14 selon rugbyrama.fr[29],[30]
- Membre de l'équipe type du Tournoi des Six Nations en 2022